# Niebędzińska Góra
Niebędzińska Góra – wzniesienie o wysokości 114,6 m n.p.m. na Wysoczyźnie Choczewskiej, położone w woj. pomorskim, w powiecie lęborskim, na obszarze gminy Nowa Wieś Lęborska.
Na południe od Niebędzińskiej Góry leży wieś Kanin, a ok. 2,5 km na zachód od wzniesienia leży wieś Niebędzino.

## Nazwa
Nazwę Niebędzińska Góra wprowadzono urzędowo w 1949 roku, zastępując poprzednią niemiecką nazwę Schlüsselberg.